# Port Pleasant
Port Pleasant ist eine Bucht auf den Falklandinseln. Sie liegt etwa 13 Kilometer südlich von Stanley. An der Bucht liegt die Siedlung Bluff Cove (Spanisch: Bahia Agradable or Hoya Fitzroy).
Port Pleasant war bei dem Seegefecht bei den Falklandinseln am 8. Dezember 1914 von Bedeutung, da die deutschen Kriegsschiffe des Ostasiengeschwaders aus ihr heraus in Richtung Stanley operierten.
In dieser Bucht wurden während des Falklandkrieges am 8. Juni 1982 die britischen Landungsschiffe Sir Galahad und Sir Tristram von argentinischen Flugzeugen angegriffen und schwer beschädigt, die Sir Galahad brannte aus. Die auf den Schiffen eingeschiffte Waliser Garde erlitt schwere Verluste: insgesamt wurden 49 Männer getötet, über 115 erlitten Verbrennungen.  Es waren die schwersten britischen Verluste bei einem einzelnen Ereignis während des gesamten Falklandkrieges.